# 云城区
云城区是中国广东省云浮市下辖的市辖区，是云浮市人民政府的所在地，地处广东省中西部、云浮市东北部，地势西南高、东北低，东邻肇庆市高要区，南与新兴县交界，西与云安区接壤，北与云安区都杨镇接壤，土地面积789.10平方公里。2018年全区完成地区生产总值117.97亿元，增长3.50%。區人民政府駐解放中路32號。

## 行政区划
云城区下辖4个街道办事处、4个镇：
云城街道、高峰街道、河口街道、安塘街道、腰古镇、思劳镇、前锋镇和南盛镇。

## 人口
根據第七次全国人口普查數據，截至2020年11月1日零時，云城區常住人口為408537人。
2018年年末，全区户籍人口34.32万人，常住人口37.94万人。

## 交通
- 国道： 324国道
- 高速公路： 深岑高速、 广昆高速、 汕湛高速
- 鐵路：广茂铁路